# تاریخ مردم لک

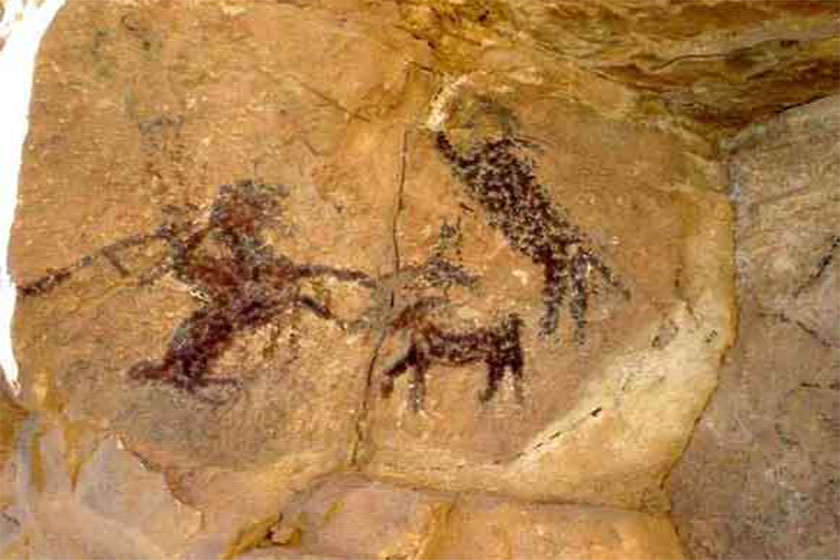
نقش نگاره غار میرملاس در شهر کوهدشت یکی از مناطق لک نشین

مردم لک یا قوم لک یکی اقوام ایرانی تبار هستند که از دیر باز در سکونت گاه اصلی خود یعنی زاگرس میانی زندگی کرده اند و در طول تاریخ کهن این قوم فراز و نشیب هایی داشته اند و مردم لک در اقساط نقاط ایران و خاورمیانه زندگی میکنند. 
لکستان به معنی سکونت‌گاه لک واژه‌ای است که به سرزمین‌های لک نشین اطلاق می‌گردد و به معنای گستره جغرافیایی است که لکها در آن سکونت دارند.
- - تاریخ مردم لک تاریخی از دوران انسان های اولیه البته به صورت غار نشینی و تا حکومت های دوران باستان و بعد از اسلام داشته اند.

## دوران قبل باستان
در دوران قبل باستان یا به عبارتی انسان های اولیه که قدمتی در 12 هزار سال دارد یا 148 هزار سال آنها را میتوانید در غار میرملاس که یکی از غار های شهر کوهدشت است مشاهده کنید و چند اشیا و نقش نگاره در آنجا پیدا شده است. 
- - درباره غار میرملاس:

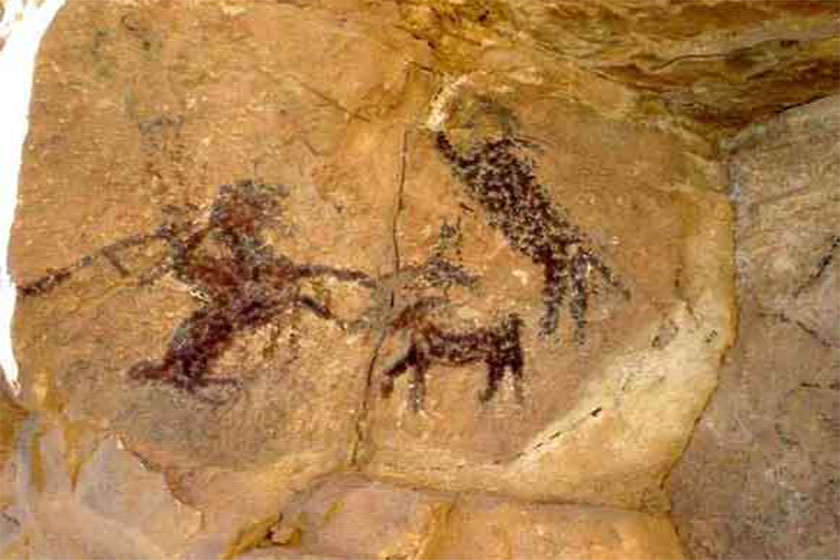
نقش نگاره غار میرملاس در شهر کوهدشت یکی از مناطق لک نشین

غار میرملاس در حدود ۱۸ کیلومتری شمال شرقی کوهدشت ، لرستان در مسیر جاده تنگه شیرز قرار دارد. نقاشی‌ها و نگاره‌هایی بر دیواره‌های جنوبی و شمالی این غار باقی مانده است که بیشتر صحنه‌هایی از رزم، شکار، انسان و حیوان را نشان می‌دهد. نقوش حیواناتی چون گوزن، گاو، سگ، روباه و خصوصا اسب و سوار در حال تیراندازی و شکار و موضوعات رزمی با رنگ‌های قرمز و سیاه بر دیواره این غار نقش بسته است. اندازه صورت‌ها در نگاره‌های سنگی میرملاس بین ۱۰ تا ۳۰ سانتیمتر و اغلب با نقش‌های حیوانات به صورت نیمرخ است. در سراسر دنیا نقوش صخره ای تنها در چهار نقطه: کرکس و لاسکو در فرانسه، غار آلتامیرا در اسپانیا، هومیان و میرملاس کوهدشت در ایران دیده شده است.
نفاشی های روی این غار فاقد هرگونه پوشش و محافظ می باشد و ورودی غار به علت ریزش طبقات فوقانی مسدود می باشد، متاسفانه نقوش دیواره ایوان غار توسط عوامل انسانی و طبیعت مخدوش شده و به سختی قابل مشاهده است و سراسر دیوارهای غار یادگارنویسی شده است.
در بالای کوه سرسرخین همچنین کوه هومیان نیز از دیگر کوههای شهرستان کوهدشت چنین سنگ‌نگاره‌هایی هست.
براساس نظر کارشناسان سازمان میراث فرهنگی، گردشگری و صنایع دستی پیشینه این نقش نگاره به 12 هزار سال و در منبع هایی به کتبی 54 هزار است و شفاهی 148 هزار سال میرسد.

## مفرغ های کشف شده
مفرغ" نمونه ای از هنرمندی در ساخت این اشیا می باشد. اما جهانیان و مردم ایران تا مدتهای طولانی از وجود چنین ثروت گرانبهایی بی خبر بوده اند تا اینکه نشانه هایی از این اشیاء قیمتی در بازار عتیقه فروشیها خودی نشان می دهد و باستان شناسان را به فکر فرو میبرد و پس از کاووش های فراوان در این استان به هنر بی نظیر مردمان ایران که ترکیبی از هنر و صنعت میباشد دست می یابند. کاووش ها و حفاری ها که گاهی با تلاش باستان شناسان خارجی از جمله " لویی واندنبرگ باستان شناس (بلژیکی و رومان گریشمن ) باستان شناس فرانسوی همراه بوده منجر به پیدایش اشیاعی شده است که عمرشان به هزاره سوم قبل از میلاد باز می گردد. هرچند که نتیجه کاووشهای باستان شناسان اروپایی منجر به کشف تمدن غنی ایران گشت اما با نکته ای منفی نیز همراه شد و آن هم اینکه متاسفانه این باستان شناسان وسایل کشف شده را همراه خود به کشورهایشان بردند و با این کار موجبات ارزش و اعتبار موزه هایشان را فراهم آوردند با این وجود بازهم اشياء مفرغی که در موزه ملی ایران میدرخشند مجموعه ای کامل و متنوعی از مفرغ را در کل دنیا تشکیل داده اند. در حال حاضر هزار شی از مفرغ
ها که به اشکال گوناگون درآمده اند در موزه ملی ایران وجود دارد و متاسفانه هزار نوع دیگر از این اشیاء هنرمندانه هم در موزههای خارجی وجود دارد مفرغ که حاصل حرفه ریخته گری و قالب ریزی میباشد به طرز ماهرانه ای به دست مردمان سرزمین ایران شکل گرفته است هنری که روایتگر بی چون و چرا از فرهنگ و شیوه مردمان گذشته دور می باشد.
- - هنر مفرغ به دست چه کسانی شکل گرفته است:

اقوام کاسی زمانی که از طریق قفقاز وارد ایران شدند با خود هنری ماندگار را سوغات آوردند این اقوام که جزء اولین گروهی بودند که در لرستان ساکن شدند در بدو ورود خود شروع به ساخت ابزار و اشیاعی مثل سنجاق قفلی آیینه انگشتر ،گردنبند ،فنجان ابزار سوارکاری ابزار جنگی که نشان از جنگاوری و سوارکاری ماهرانه اجدادمان می دهد، مجسمه های حیواناتی مانند گوزن آهو اسب و گاو کاسه آبخوری و خنجر بوده است. این اشیاء ساخته شده همگی یک تفاوت بزرگ با دیگر ابزار و وسایل موجود در آن زمان دارد و آن هم طرح و نقشهای مزین شده بر روی پیکره شان است. در هر جای خاک حاصلخیز لرستان که حفاری بشود بی شک نشانه ای از هنرمندان چیره دست ایرانی نمایان خواهد شد و بی شک این هنرمندنی موجبات تعجب و شگفتی همگان را در پی دارد.
- - چند نمونه از مفرغ های کشف شده در شهر های کوهدشت:

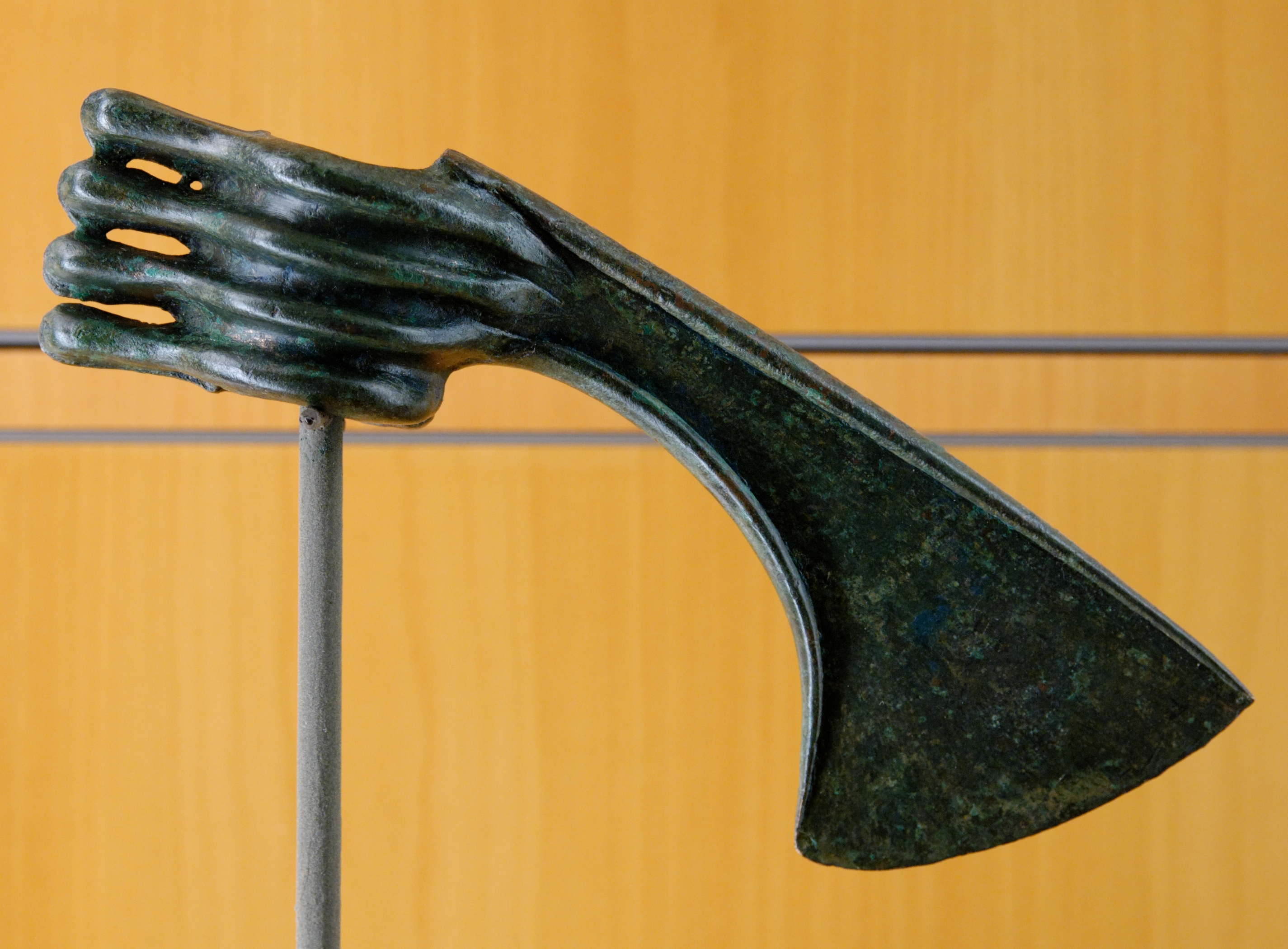
تیغه تبر مفرغی
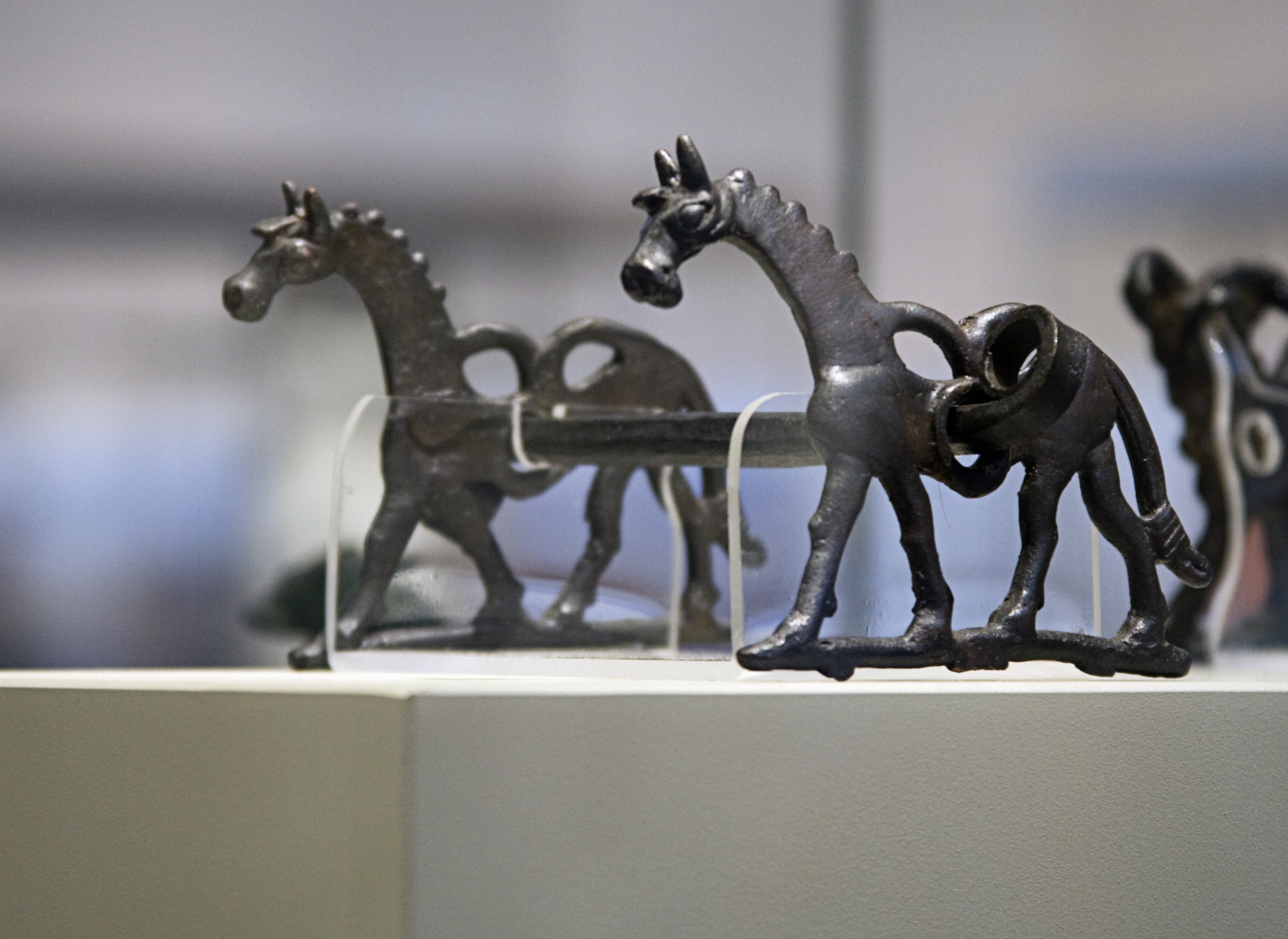
لگام مفرغی
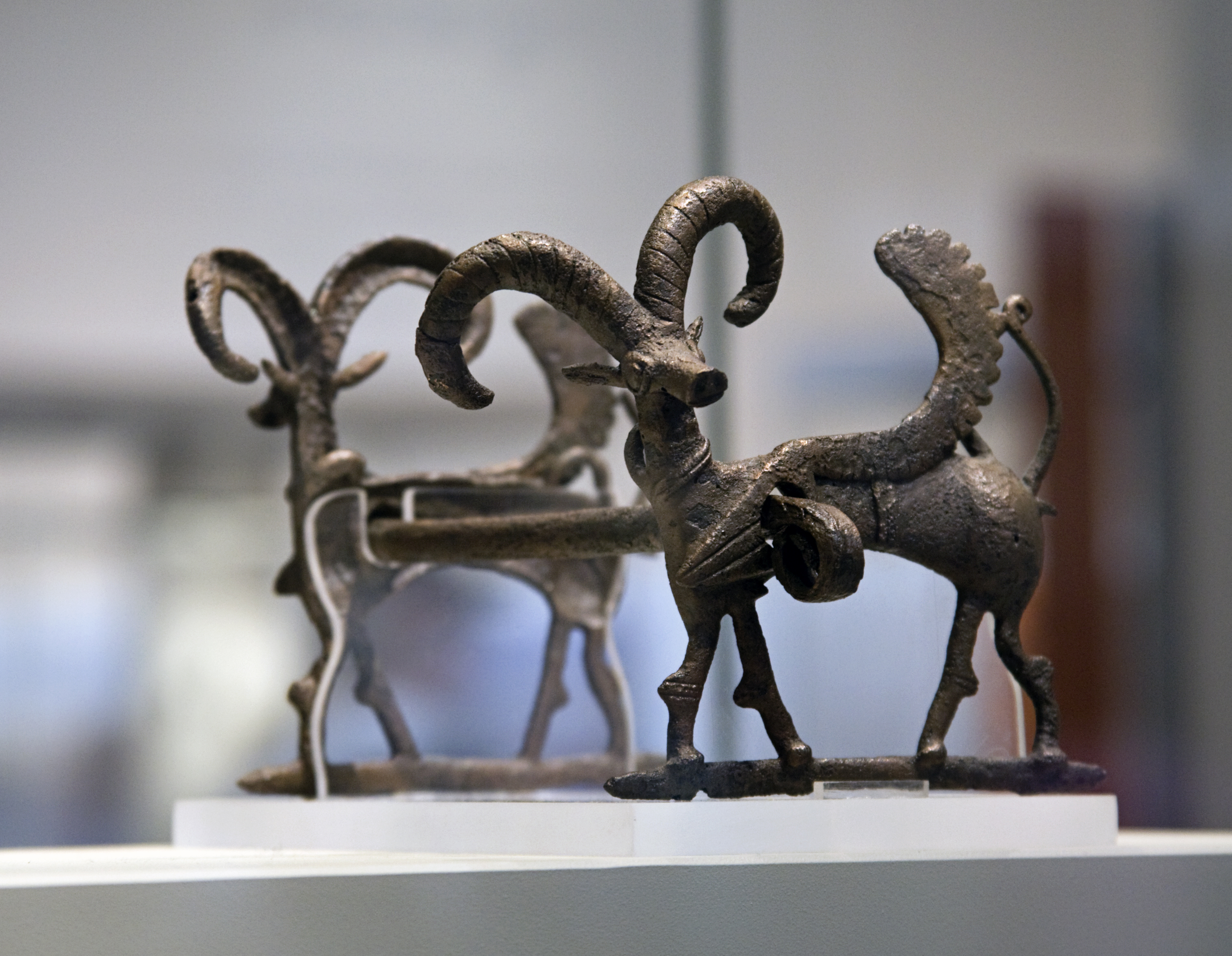
لگام با نقش بز بالدار
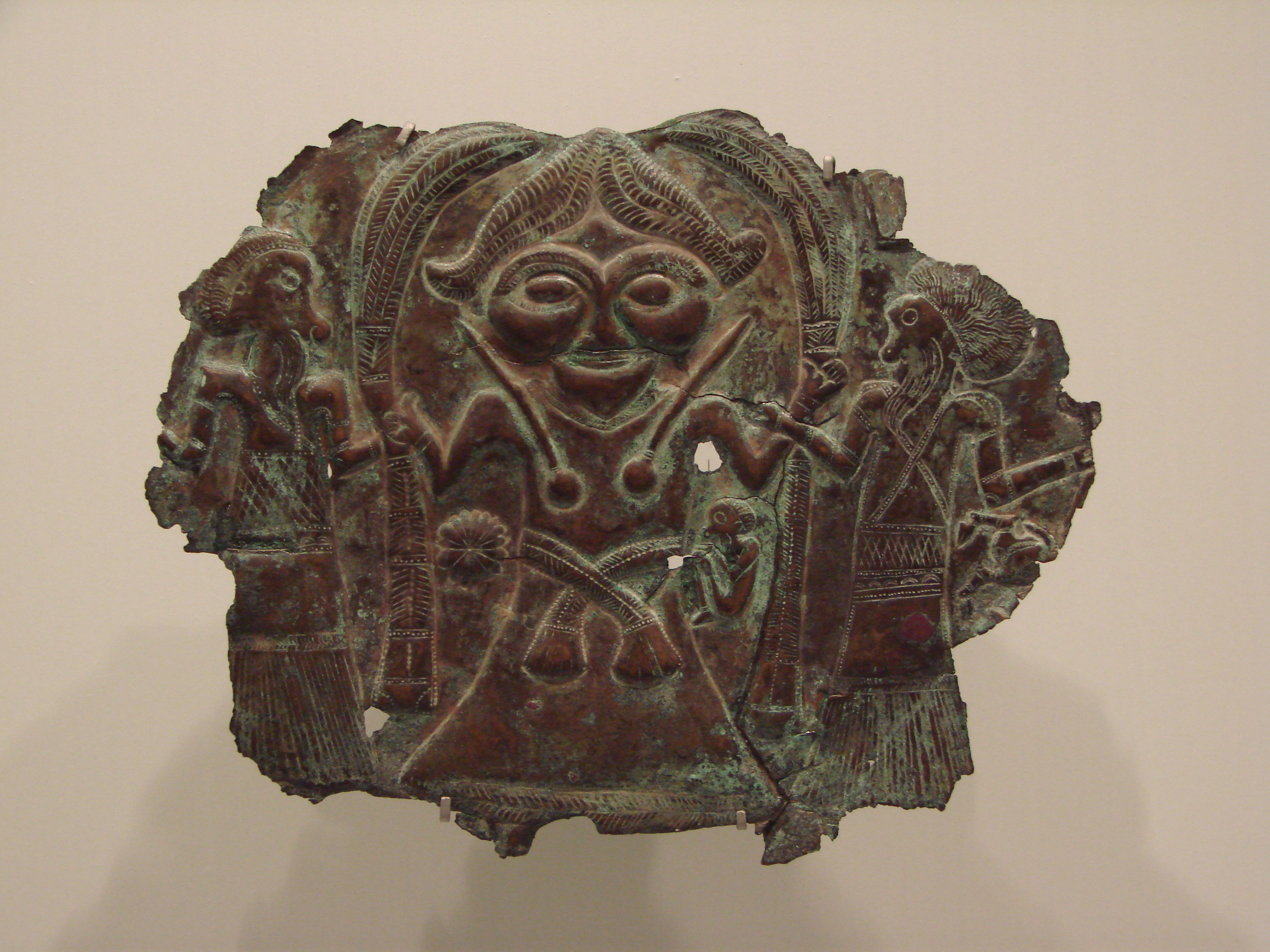
صورتک مفرغی، متعلق به ۱۰۰۰ سال قبل از میلاد مسیح
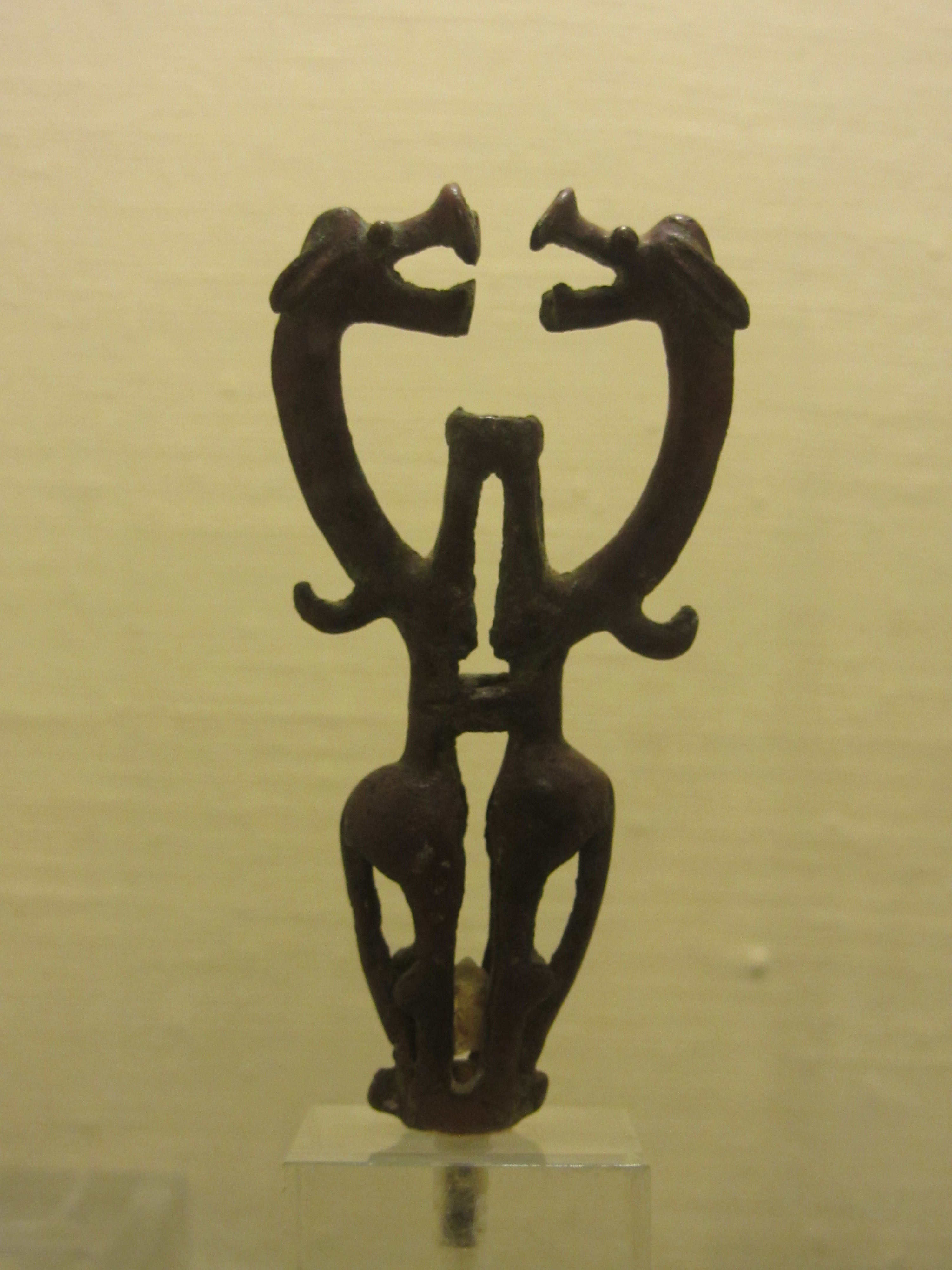
پیکره مفرغی کوهدشت در موزه جهان نما

## دولت های قبل دوران باستان
- - حکومت اکودو

این پادشاهی در زاگرس به نام الی مایی تا دوره ساسانیان تداوم داشت.متنهای آشوری دو شهر این پادشاهی به نام مرئوبیشتو و اکودو را ثبت کرده اند که اولی در خرم آباد و دومی در کوهدشت هستند.سرخدم شرقی نیایشگاه شهر اکودو و سرخدم لکی بناهای کنار نیایشگاه است
کوه چنگری در ارتفاعات شمالی شهر کوهدشت و در دامنه شمالی آن منطقه باستانی سرخدم لکی قرار دارد. این منطقه به صورت طبیعی تراس بندی شده است و با دخالت آدم به صورت پلکان بزرگی در آمده است که در بین صخره ها محصور است. ابتدای دوره تاریخی این منطقه به عصر آهن جدید میرسد. در کنار این محوطه سرخدم شرقی قرار دارد که نیایشگاهی از نیمه دوم عصر آهن است. بناهای سرخدم لکی نیایشگاه نبوده و بناهای متعدد گوناگونی در آن دیده میشود
در سرخدم لکی آثار معماری ، سفال،فلز سنگ و غیره کشف شده است که به عصر آهن جدید تعلق دارد. وجود سفالینه های دوران اسلامی در این محل نشانگر آبادانی آن در این دوره میدهد. در سرخدم لکی اثار معماری سقف دار پیدا نشده است و احتمالا این محل اقامتگاه کوچ نشینان بوده است. معماری این محل را میتوان با معماری تپه باباجان و تپه گیان مقایسه نمود.سفال نخودی رنگ گونه الب سفالهای این منطقه است.تزیینات سفالها ساده هستند. مهر سنگی مکشوفه از این ناحیه قابل قیاس با مهرهای ایلامی است و تصویر فردی نیایشگر و حیوانی بالدار شبیه عقرب بالدار است.
- - حکومت الیپی

پادشاهی الیپی یا الیپی قلمروی باستانی در غرب رشته کوه زاگرس و پایتخت آن نیسابی (کرمانشاه)، که در غرب آن بابل، در شمال شرقی آن سرزمین ماد، در شمال آن تمدن مانناییان، در جنوب آن تمدن عیلام و در نزدیکی شمال آن شاهراه بین بابل و همدان بود که از بستگان نزدیک عیلامیان بودند و بقایای اقوام گوتی و کاسی در شمال آن قرار داشتند.
این تمدن در قرن ۹ تا ۶ پیش از میلاد گسترش یافت و براساس شواهد تاریخی این شهر بر اثر یک شاهراه تجاری در اطراف خود بسیار رونق یافت و در میان قرن‌های ۸ و ۷ پیش از میلاد تحت تسلط آریایی‌ها درآمد؛ و پادشاه آن، دالتا از سال ۷۱۴ پیش از میلاد به سارگن دوم خراج پرداخت می‌کرد و پس از مرگ پادشاه «دالتا» پسرش «نیبه» از طرف عیلامیان پشتیبانی می‌شد.
- - حکومت کاسیان

کاسیان قبل از مادها و پارسیان، از ارتفاعات قفقاز و آذربایجان به جنوب غربی ایران وارد شدند ولی در ابتدا سکونت در فلات ایران در نواحی دریای مازندران ساکن شدند و نام خود را به این دریا داده و آن را دریای کاسپی نامیدند.[۱۱] احتمال دارد کاسی‌ها قومی جدا از خوزیان باشند.[۳]
استرابون مورخ یونانی در خصوص کاسی‌ها این‌گونه می‌گوید:
- - اقوام کاسووا در ابتدای مهاجرت خود در کناره دریای کاسپین سکونت نمودند و نام خود را به این دریا دادند

واژه کاشی در کتیبه‌های بابلی به عبارت کاسی یا کاسپی آمده و اقوام کاسی (کاشی) در زمان مهاجرت به تدریج در شهرهای کاشان و قزوین نیز سکونت نمودند و نام خود را بر این دو شهر داده‌اند.[۱۱] این قوم که هم‌زمان با عیلامی‌ها بر بخش‌هایی از لرستان تسلط داشته‌اند چیره‌دستی فوق‌العاده‌ای در ساختن مصنوعات مفرغی به دست آوردند. آنان مهم‌ترین قبایل کوهستانی زاگرس محسوب می‌شدند و پیشه دامداری داشته و با زبانی که با ایلامی قرابت داشت، سخن می‌گفتند. آنان سوار کارانی دلیر و جنگجو بودند و بارها با همسایگان خود از جمله ایلامی‌ها و بابلی‌ها وارد نبرد شدند. آن‌ها حتی توانستند دولت بابل را سرنگون ساخته و مدت شش قرن بر آن سرزمین حکمرانی نمایند. حکومت کاسی‌ها بر بابل در نتیجه شکست از ایلامی‌ها به پایان رسید. آن‌ها پس از شکست از ایلامی‌ها، به سرزمین کوهستانی خود یعنی کگه‌های زاگرس بازگشتند. 

## دوران باستان
- - از حکومت هخامنشیان تا ساسانیان

مناطق لک نشین چهار استان متمرکز در زمان حکومت هخامنشیان بخشی از حکومت کاسی‌ها به‌شمار می‌آمد و هخامنشیان هنگام حرکت از بابل به سوی همدان، از این منطقه عبور می‌کردند. پهله یا پهلو نام سرزمینی وسیع در غرب ایران بوده‌است که بیشتر شهرها و نواحی زاگرس فعلی را فرا می‌گرفته‌است. ایالت پهله در زمان ساسانیان به این نام نهاده شده و پهلوی، به مردم، زبان و خط مربوط به پهله اشاره می‌کند. نام پهله بعد از ورود عرب‌ها به ایران به «جبال» و بعدها «کوهستان» تغییر یافته‌است. پهله خود از مناطق کوچک‌تری به نام «مهر» یا «مهرگان» تشکیل می‌شده‌است مانند «مهرگان کدک» که منظور غرب استان لرستان بوده‌است.

## دوران اسلامی در ایران
- - حکومت آل حسنویه

این حکومت که آل حسنویه نام دارد از نامی که دارد از ایل حسنوند قوم لک بودند. 
رخنه حسنویه تا نزدیک به خوزستان و آذربایجان رسید. بدر بن حسنویه برزکانی (حکومت ۳۶۹–۴۰۵ق) دژ سَرماج را بر فراز کوهی نزدیک بیستون ساخت و تختگاه خود نمود. بنیانگذار خاندان، «حسنویه بن حسین برزیکانی» شناخته شده به «امیر حسین» رئیس تیرهٔ برزیکانی است که فرمانروایی خود را در سال ۳۳۰ از «شهر زور» آغاز نمود.[نیازمند منبع] وی در ۳۴۸ قمری (۹۶۱ م) پنج شهر مهم مغرب ایران آن زمان، نهاوند، دینور، شاپورخواست، بروجرد و اسدآباد را فتح کرد.[۱] در زمان «امیر حسین»، لشکر خلیفه مستکفی بالله از وی شکست خورد و در زمان جانشینش مطیع لله راه آشتی کردن در پیش گرفته شد. ناحیه حکومتی این خاندان تا نزدیک به خوزستان گستردگی داشت.
- - حکومت زندیان

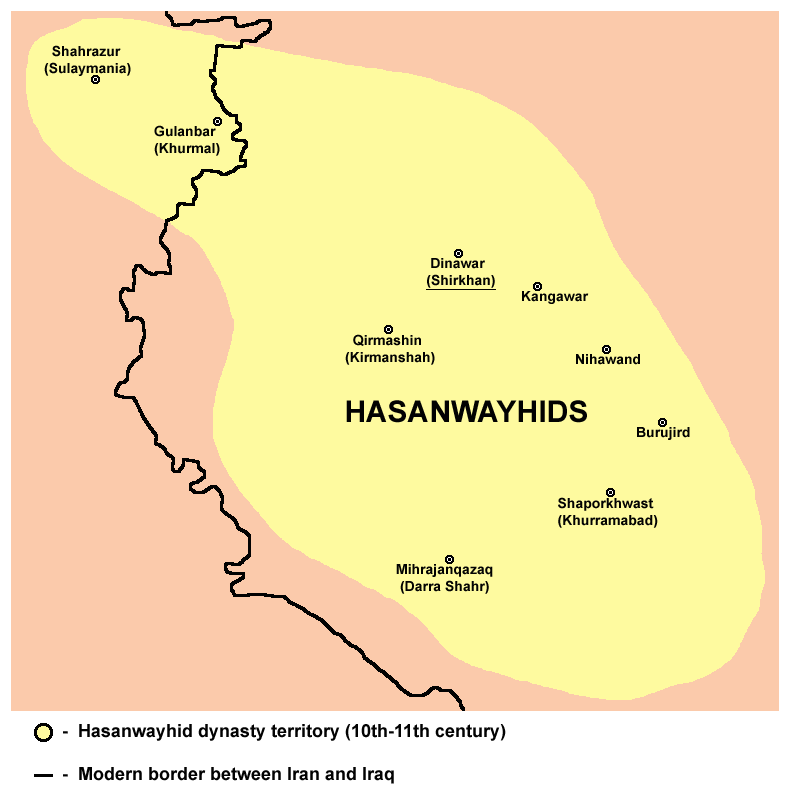
گستره حکومتی آل حسنویه

این دودمان به سردمداری کریم‌خان زند در سال ۱۱۶۳ هجری قمری در ایران به قدرت رسید. او در آغاز یکی از فرماندهان سپاه نادرشاه افشار بود که پس از مرگ نادر با همراهانش بازگشت. او پادشاهی ظاهری را به شاه اسماعیل سوم سپرد و برای خود عنوان وکیل‌الرعایا را برگزید. وی که به‌طور موقت، شهر ملایر را پایتخت خود نمود، توانست بر تمام ایران مسلط شود و سپس شهر شیراز را پایتخت خود گردانید. ارگ کریم‌خان، بازار وکیل، حمام وکیل و مسجد وکیل در شهر شیراز از جمله بناهایی هستند که از دوران حکومت وی به یادگار مانده است. کریم‌خان زند توانست پس از فروپاشی حکومت نادرشاه در قرن هجدهم، در ابتدا بر جنوب و مرکز ایران حکومت کرد. بعدها قلمروی حکمرانی اش را به سرعت گسترش داده و بخش اعظمی از سایر نقاط ایران معاصر به جز بلوچستان و خراسان را به دست آورد. سرزمین‌های امروزی ارمنستان، آذربایجان و گرجستان تحت کنترل خانات‌هایی بودند که به‌طور رسمی بخشی از قلمروی زندیان محسوب می‌شدند اما به‌طور بالفعل خودمختار بودند. همچنین برادر وی، صادق‌خان زند نیز موفق شد در سال ۱۱۸۹ ق. بصره را از امپراتوری عثمانی جدا کرده و به ایران پیوست نماید و از این طریق نفوذ ایران را بر سراسر اروندرود مسلم گرداند.
جزیره بحرین نیز در اختیار شیخ‌نشین خودمختار آل مذکور بوشهر بود که از طرف زندیان بر آنجا حکمرانی می‌کرد.
بنیان گذار این حکومت کریم خان زند از طایفه زند لک بود.

## همراهی مشروطه خواهان معاصر
یار محمدخان زردلانی معروف به یار محمدخان کرمانشاهی سردار بزرگ مشروطه به حق و به واقع از اولین قیام گران ملی و مردمی است که در قبال ناملایمات جامعه ایران عصر مشروطیت، عصری که خود می زیسته، احساس تعهد و تعرض نمود.
```
پیش از آن قیام گرایانی چون میرزا کوچک خان جنگلی، کلنل محمدتقی خان پسیان، رئیس علی دلوار و ... به نحوی حاکمیت و زندگانی معیشت، ساختار سیاسی و نظامی و مناسبات نظامی و اداری دوران خود متعرض گردند، یار محمدخان با قیام خویش چنان اراده نمود تا با اهداء جان خود در راه وطن از استقلال و کیان ایران دفاع نماید، در پیرامون بینش های عقیدتی و جهان بینی و تفکرات دینی و مذهبی سردار ار محمدخان باز گفتار این مطلب الزامی است، در این خصوص اردشیر کشاورز نویسنده و محقق بزرگ در خصوص زندگی نامه سردار یار محمدخان در کتاب گُردِکُرد چنین می نویسد: "یار محمدخان از دامان پاک مادری ایلیاتی از طایفه بالوندِلک و پدر صادق و زحمت کش و روستایی از طایفه لکِ زردلان با تربیتی عشیره ای و ایلی تحت تربیت و تعلیم جامعه درون خانوادگی سالمی در دهستان زردلان از توابع بخش هلیلان به دنیا آمد او با عقیده پاک به ارکان بنیادی دین ناب محمدی اسلام راستین الهی و اعتقاد به حقانیت را پویای شیعه، دوستدار آل علی(ع) و اهل بیت عصمت(سلام الله علیها) در دوران نوجوانی و جوانی راهرو و طریق مولایش علی(ع) و در کسوت پهلوانی و علاقه مند به ورزش باستانی و عامل به اعمال پوریای ولی و این روش را درتمامی مراحل حیات مادی و معنوی خویش چون چراغی فروزان فرا راه خود قرار داد، و با توسل به ولای عشق به مولا علی(ع) در معارک سخت و مهالک هولناک بدون بیم و هراس در صحنه های کارزار و میادین شور و شرف قیام گر و آغاز کننده تحرکاتی دلاورانه و مردمی می بود."
```

```
اردشیر کشاورز در جای دیگر این چنین می نویسد:"یار محمدخان در نوجوانی با اعتقاد پاک مسلمانی، عشق به مبانی دینی و مذهبی را از زورخانه آموخت و در جوانی در محضر و خدمت عالم روشن خیر مجتهد اعلم آقا حضرت آیت الله حاج آقا محمد مهدی مجتهد روحانی وارسته صاحب جاه و اعتبار طریق حقیقت اسلام راستین گرفت و در پی فتوای صادره از مراجع تقلید در سامرا و نجف همچون مرحوم آیت الله خراسانی، آیت الله مازندرانی و ... که بر حقانیت و مشروعیت مشروطیت شهر سلامت زدند با ترک زندگانی و خان و مان به هوای جانبداری از انقلابیون و آذربایجان به تبریز شتافت. "
```

```
     تولد یار محمدخان بنا به تحقیق سال 1296 هجری قمری در زردلانِ هُلیلان بوده است. دکتر سلام الله جاوید در جزوه ی فداکاران فراموش شده سال تولد یار محمدخان را 1292هـ.ق ذکر نموده است.
```

```
    یار محمدخان در شهر کرمانشاه علاقه مند به ورزش باستانی گردیده و به اتفاق دوست و برادر خوانده اش حسین خان کلاه  مال همه روزه در جایگاه ورزش باستانی چال سنگفرش ها یا همان زورخانه حوری آباد حاضر گردیده و به ورزش پرداخته اند.
```

مهاجرت به تهران و تبریز:
```
    یارمحمدخان زردلانی که در این کشاکش ها همراه مشروطه طلبان بوده و آوازه ای یافته بود، در اجرای دعوت انجمن ها به قیام عمومی مصمم می گردد به جهت مساعدت و یاری رسانیدن به مشروطه خواهان عازم تهران شده و پس از رسیدن به شهر مذهبی قم مطلع  می شود که مجلس دوره اول با توپ قزاق روسی و ایرانی تحت امر پالکونیک لیاخوف از میان رفته و سر جنبانان مشروطه دستگیر و به شهادت رسیده اند و گروهی نیز مخفی و متواری گردیده و لذا پس از ورود به تهران و تماس با آزادی خواهانی که در سفارت انگلیس متحصن هستند با راهنمایی و توصیه آنان جهت همکاری با ستارخان عازم تبریز می گردد. احمد کسروی در کتاب تاریخ مشروطه ایران می نویسد: "تنها کسانی که از شهرهای ایران به یاری تبریز آمدند یارمحمدخان زردلانی کرمانشاهی و همراهان او بودند، در آن روزها که مجلس به همه شهرها تلگراف فرستاده یاوری می طلبید با یک برادر خوانده و یک دوست که نامهای هر دو حسین خان بود تفنگ و اسب خریدند و آهنگ تهران کردند که به یاری دارالشورا برسند . ولی چون به قم رسیدند در آنجا با بمباران مجلس آگاه یافته و با سختی از بیراهه خود را به تبریز رساندند.:"
```

```
    دکتر ملک زاده در کتاب تاریخ انقلاب مشروطیت ایران می نویسد: "از جمله کسانی که حقاً نامش باید در تاریخ مشروطیت ایران جاویدان باقی بماند یار محمدخان دلاوری از قوم لک کرمانشاه است، این مرد غیرتمند و شجاع و مشروطه خواه که در انقلاب و کشمکش میان مشروطه خواهان و مستبدین کرمانشاه فداکاریها کرد و شجاعت بسیار از خود نشان داد."
```

```
    یار محمدخان و همرهان او هنگامی که به تبریز رسیدند شهر در محاصره ی اردوی دولتی بود ولیکن راه های ورود به شهر مسدود و در اختیار نیروهای استبداد قرار گرفته بود و این بود که او و یارانش به قوای ملی پیوسته و در جرگه مدافعین تبریز و یاران ستارخان درمی آیند.
```

سردار مجاهد یارمحمدخان و حسین خان امیربرق بعد از آن که کرمانشاه را تصرف نمودند و از چنگال مستبدین رهایی ساختند، در روزهایی که ملت باشعارهای توفنده" یا مرگ یا استقلال" با آنچه را که در توان داشتند به مقابله با دولت استعماری روس و انگلیس برخاسته و در یک اقدام میهنی و انقلابی علاءالدوله از مستبدین کرمانشاه این عنصر نامردمی و وطن فروش را با شلیک چند گلوله از پای درآورند.
```
     احمدی کسروی در جای دیگر در کتاب تاریخ انقلاب مشروطیت در ایران می نویسد: "روز هجدهم صفر سال 1330 همه جا جنگ می رفت و مجاهدین گام به گام به پیش می آمدند تا به همه جای کرمانشاه دست یافتند و سالارالدوله با همراهان خود از داود خان کلهر سردار مظفر و دیگران نایستاده گریخت و بدین سان یار محمدخان با دسته ی اندکی شهر کرمانشاه را بگشـــود."
```

```
     یارمحمدخان مردی روستایی و ساده و پاک، دلاوری صادق از قوم لک اینچنین در راه استقلال ایران عزیز اسلامی جانش را فدا کرد، اما او هنوز گمنام است او را به درستی، به حق و به واقع باید آغازگر سلسله قیامهای مردمی و مظالم ستیزی دانست که هر از چندگاه یکبار بر علیه انحراف دولت مردان مشروطه از اصول مشروطیت راستین از قوه به فعل درمی آمد.
```

پس از سرکوب قیام سردار مجاهد یار محمدخان بود که قیام های دیگری چون جنبش لاهوتی وافسران ژاندارمری در دو مقطع زمانی، قیام سید حسین لاری مقابله و نبرد عشایر قشقایی با انگلیسی ها در فارس، قیام دلیران تنگستانی و دشتستان در جنوب، قیام سردار جنگل، میرزاکوچک خان ، قیام شیخ محمد خیابانی، قیام کلنل محمدتقی خان پسیان و تشکیل اردوی چریک کاوه به منصه ظهور و بروز رسید و چه حیف که اجاقهای این جنبش ها از لحاظ زمانی و مکانی جدا جدا سوخت و جدا جدا خاموش شد.
```
    دکتر مهدی ملک زاده در جای دیگر کتاب انقلاب مشروطیت ایران می نویسد:" شب سیزدهم مهر ماه 1291 یار محمدخان با مجاهدین وارد شهر کرمانشاه شدند و با رشادت بی نظیری اکثر مناطق شهر را تصرف کردند و به طرف ارگ دولتی شهر که فرمانفرما در آن مستقر بود حمله بردند. فرمانفرما به دفاع پرداخت و تشویش در چند نقطه شهر کرمانشاه که در تصرف داشتند بنای تیراندازی را گذاردند، سردار مجاهد یار محمدخان سربرهنه و کف بر لب بدون پروا و هراس از آتشی که بر سرش می بارید با عده ای از یاران مجاهد لک کرمانشاهی قدم به قدم به آتش مدافعین پاسخ داده و به جلو می رفتند، همه چیز از یک پیروزی سریع خبر می داد که به ناگاه از دریچه سقف بازار، سیاه دلی کور باطن تیری بر سر آخرین سردار مجاهد مشروطه شلیک نمود و آنچه را که تا لحظه ای پیش حیات داشت و سودای رهایی میهن از بند به یک باره به خاموشی کشانید.
```

```
نقشه ترور سردار از این قرار بود که یکی از یاران مجاهد یارمحمدخان که در طرح نقشه  عملیات جنگی سران مجاهدین شرکت داشت فرمانفرمای مستبد را از قصه نقشه و محل عبور سردار مجاهد یار محمدخان از بازار به داخل ارگ آگاه نموده و آن والی سیاه روی عنصری از کوردلان مزدور خود را بر بام بازار کلوچه پزی های شهر کرمانشاه با مقصودی پلید و اهریمنی به نگهبانی گمارد تا در لحظه مناسب از دریچه سقف بازار قصد سوء خود را عملی سازد و در آن وقت که سردار مجاهد یارمحمدخان با عده ای از یاران به گفتگو پرداخته بود به دنبال شلیک اولین گلوله در دهان سردار که از پشت سرش بیرون آمد به حیات مردی بیدار و دلاور خاتمه داد.
```

```
    دکتر علی اکبر نقی پور مؤلف کتاب یارمحمدخان سردار بزرگ مشروطه چنین می نویسد: "یار محمدخان کرمانشاهی لک از آخرین سرداران فدایی مشروطیت ایران است، اکثر تاریخ نویسان او را فراموش کرده اند و کسانی که یادی از او کرده اند، بسیار به اختصار به او پرداخته اند، بدین جهت جایگاه او در انقلاب مشروطیت ایران درست مشخص نیست و آن طور که باید و شاید حق فداکاری و جانبازی او ادا نشده است." مهندس کریم طاهرزاده در کتاب قیام آذربایجان در انقلاب مشروطیت نیز چنین می نویسد: "زنده یاد یار محمدخان و برادرش حسین خان دو دلاور از کرمانشاه رشادتهای فراوانی در دوران مشروطیت از خود نشان دادند و نامشان در تاریخ ایران ماندگار شد."
```

```
    و اما روزنامه سعادت ایران چاپ دوشنبه 14 مرداد 1330 شمسی در شرح یارمحمدخان می نویسد:"درود به شهدای راه آزادی شادوران سردار یار محمدخان کرمانشاهی در شهر بلا دیده ما کرمانشاه مردان رشید و شجاعی برای برافراشتن لوای مشروطیت مسلحانه قیام کردند و مدتها با مخالفین آزادی مبارزه نمودند، مرحوم یار محمد خان زردلانی سردار نامی کرمانشاهی که همه چیز خود را فدای آنها می کرد و تا آخرین نفس به جنگ علیه دشمنان حریت ادامه داد تا بالاخره در خاک و خون خود غلطید و به شهادت رسید (روزنامه سعادت ایران چاپ دوشنبه 14 مرداد 1330)"
```

## گستره مردم لک نشین در ایران
مردم لک که یکی از اقوام اصیل ایرانی هستند جمعیت متمرکزی در ایران دارند. 
گستره جمعیت:
استان های لرستان،کرمانشاه،همدانو ایلام که جمعیت حداکثری در این مناطق دارند و مردم لک آن قسمت را با نام غیر رسمی لکستان نام میبرند بجز این مناطق مردم لک در استان های دیگر ایران زندگی میکنند مانند:گیلان،مازندران،خراسان رضوی،خراسان شمالی،قزوین و با گویش های مختلفی از زبان لکی صحبت میکنند.
دهستان لکستان در در استان آذربایجان غربیو عده‌ای از ساکنان میانکاله و روستای زاغ‌مرز از توابع بهشهر مازندران خود را لک می‌دانند. چهاردولی‌ها نیز از لک‌ها هستند. تیره‌هایی از لک‌ها در استانهای قزوین و خراسان ساکن هستند.
آذربایجان غربی: 
منطقه چهاردولي ها در دره رود جغاتو(جلگه زرینه رود)در جنوب آذربایجانغربی واقع شده است.ساکنان آن چهاردولی ها هستندکه با زبان لکی صحبت می کنند .گويش چهاردولي جزو زبانهای هند و اروپایی است که خود شعبه هندو –ایرانی است.چهاردولي ها ازطوايف بزرگ لك هستند وبنا به گفته تاريخ مردوخ كردستاني ،فارسنامه ،سرمارك سايكس وشرفنامه از شيراز،لرستان و ایلام به ديگر مناطق رفته اند كه شيعه اثناعشري اند وبه شجاعت ودلاوري مشهورند.چهاردولي ها از لحاظ قومی به لک های لرستان وايلام نزدیک بوده و از لحاظ آداب و رسوم، لباس، موسیقی و دیگر مؤلفه های قومی با لرهاوترك ها تفاوت های اساسی دارند. فرهنگ شیعی و ارادت به ائمه اطهار در میان چهاردولي ها بسیار قوی بوده که برگزاری مراسمات عزاداری اباعبدالله الحسین(ع) در ماه محرم درمناطق چهاردولي خصوصا درشهر محمود جق(ده محمود) جلوه با شکوهی از آن است. دكتر سكندر امان اللهي بهاروند در كتاب قوم لرمي گويد:« لك ها از طوايف قديم ايران هستند وبا غير وصلت نمي كنند مگر به ندرت اين طايفه هم با جماعت مخلوطه به خود 36 طايفه اند(چهاردولي ها،ورمزياري هاي زرينه،ورمزياري هاي مرده در،بِزَني ها، گروس ها ،گلباغي ها، ،زندي ها ،و........)50000هزار خانوار تخمين زده شده اند. محمد كريم خان، ،محمد زكي خان وصادق خان زند هر سه برادر از اين طايفه اند.» ايل چهاردولي همواره در درگيريها و اختلافات بين ايلات به علت رشادت به ايلات همجوار غالب بودند و يكي از ايلات شيعي محسوب مي شدند كه به همراه ايلات شاملو و استاجلو ، و... به ياري شاه اسماعيل شتافتند .
از همين رو در اعصار بعدي نيز مورد توجه شاهان صفوي قرار گرفته و بنا به مصالح سياسي افراد ايل را جهت پاسداري از حكومت به كار مي گرفتند، به گونه اي كه در جنگ چالدران از سواران چهاردولي استفاده كردند. اينان ابتدا در کوهستانهای شيراز و استان ايلام مستقر بودند. هنگامیکه قاجاریه در جنگ علیه زندیه به پیروزی رسید آقا محمد خان تصمیم گرفت که دسته جمعی ایل های بزرگ وقدرتمندو رقیب خود راقتل عام،تبعيد يا در هم ریزد به همین خاطر هزار خانوار از همین چهاردولی هارا به د نبال خود آورد و برخی را به کرمانشاهان ، مازندران،جنوب تهران،كردستان،همدان و... کوچاند. محمد صادق موسوي اصفهاني دركتاب تاريخ گيتي گشا در خاندان زنديه مي گويد:« كه آقامحمد خان مدت دو ماه در اصفهان توقف داشته وبه اخذ ماليات ......... وبرخي از چهاردولي ها را كه مانده بودند كوچ و بنه ايشان را روا نه مازندران و كرمانشاهان كرد.» پس از مرگ آقا محمد خان قاجاررییس طایفه ای از چهاردولی ها بنام نوروزخان ازترس كشته شدن فرار اختیار کرد.وی در آغاز قرن( 19م) برابربا دهه دوم قرن( 13 ه.ق) راهی دیار شمال غرب کشور شدودر دره رود جغاتو با گروه بزرگی از طوایف خود ساکن گردید(دائره المعارف بزرگ اسلامي،مقاله استاد راولينسون).يكي ديگر از روساي چهاردولي هابنام سردار قاسم خان به طرف شرق سنندج (اسفند آباد)فراركردگروهي ديگر نيز مانند جاسم خان در قره چال ملكان آذربايجان شرقي سكني گزيده وهر از چند گاهي با همدستي طوايف ديگر چهاردوليها به شهرهاي بناب ،آذرشهر،مراغه،تبريز و.....حمله مي كرد كه حاج سيف الله بنابي تمامي اين وقايع را در كتابي بنام خاطرات حاج سيف الله بنابي گردآوري كرده است. امروزه اين عده را بنام چاردولي يا چرداولي مي شناسندعده اي نيز به همدان كوچ كردند كه در مناطقي از اسد آباد همدان و حدود 15آبادي در ملاير به زندگي خودشان ادامه مي دهند . همين طوايف بنا به مقتضاي محل زندگيشان تا حدودي از گويش اصلي لكي خود دور شده اند.(تاريخ مردوخ كردستاني.)
بنابر نوشته راولینسون در این منطقه 300 پارچه آبادی بود که حدود 3500 خانوار افشار خصوصا سه طایفه قاسملو، قلیچ خانی و قرقلو(قرخلو)در150آبادی به سر می بردند که پس از آمدن گروه بزرگی از طایفه چهاردولی ها به جغاتو ، بسیاری از افشار ها ناگزیر ازترک این ناحیه شدند و به ارومیه بازگشتند. ايل چهاردولي از ديگر رقيبان ديگر خود قدرتمند تر بود وبه همين خاطر بيرق ايل چهاردولي ها كه در تمامي جنگها در جلو سواران حركت داده مي شد از زمان پرويز خان بدست اين طايفه افتاد وتا زمان سليم خان وعلي اشرف جعفري در دست اين طايفه بود (اين بيرق به شكل سر گاوساخته شده بود وبه همين خاطربيرق گاو سرناميده ميشد كه جنسش از طلاي خالص بوده و3كيلو وزن داشته است .) متاسفانه در 18ارديبهشت ماه سال ( 1325ه.ش.)فرقه دموكرات آذربايجان به رهبري جعفر پيشه وري به تبريزبرده مي شود وبعد ها از آنجا به ايتاليا. پس از نوروز خان فرزندش پرویز خان- که در جنگهای ده ساله ایران و روس شرکت داشته است.(تاريخ جنگهاي ايران و روس) - و پس از اونوه اش حسینقلی خان ریاست ايل چهاردولي را بر عهده داشته است .
ازديگر اقدامات چهاردولي ها پاكسازي شهرستان مياندوآب از اشراردر واقعه بلباس(كه شمزيني كرد مردم و حتي بچه هاي كوچك را بخاطر تعصب مذهبي قتل عام ميكرد كه فقط سيزده سواركار به فرماندهي سليم خان چهاردولي آنان راشكست داده و پسر شمزيني كرد را از پاي درآورد) نقش مستقيم در گسترش انقلاب اسلامي،سازماندهي جمعيت كُردمسلمان انقلابي،پاكسازي منطقه از منافقين،محو فقر در منطقه ،هشت سال دفاع مقدس و..........بوده است، كه شهداي اين منطقه خود گواهي بر اين مدعا است. از آثار باستاني اين منطقه مي توان به حمام 148 ساله بهادر ملك ،مسجد جامع، قلعه شير سرا،آسيابهاي آبي وقناتهاي محمودآباد، شهر وقلعه تاريخي هلاكو خان مغول وخرابه هاي سه قلعه(سه قلاع) در روستاي حسين آبادو چچكلو،قلعه قزلار قلا سي درروستاي قره تپه،خانه هاي قديمي دواشكوبه اي، شيطان تختي در روستاي ينگي ارخ وقلعه جرم داش در روستاي خلج وخرابه هاي قلعه ساري داش در روستاي فتور ودوغار بزرگي در روستاي . جوشاتو و قره تپه .اشاره كرد. 

## گستره مردم لک نشین در عراق
لک های عراق که از طوایف لک بودند از ایران به عراق مهاجرت کردند. 
لک‌های کرکوک (منطقه تق تقکرکوک) که عبارتند از روستاهای: قشقه، خورخور، آومار و چند روستای دیگر.
لک‌های منطقه دشت اربیل که عبارتند از روستاهای: دوشیوان، آودلوک، اصحاب لک و بعدها در سراسر دشت پراکنده می‌شوند و از این طوایف تشکیل شده‌اند: ابراهیمی، اسماعیلی، خمان و جردیسی. البته کلمه لک در اسامی‌جغرافیایی بسیاری دیده می‌شود که عبارتند از: روستای جدیده لک، برایم لک، آودلوک (ئاوده‌ل له‌ک)، اصحاب لک، روستای لک خورماتو، به لک‌های منطقه خورماتو لک گرمیانی می‌گویند.

## گستره مردم لک نشین ترکیه
توضیحاتی پیرامون عشیره شیخ بزینی براساس آنچه که در کتاب سیسل ادمونز خاورشناس اروپایی در دوره قاجاریه آمده است:
امروز در کشورهای عراق و ترکیه جمعیت‌های از عشیره‌ی قدیمی با نام شیخ‌‌ بزینی زندگی میکنند، بنظر می‌رسد خاستگاه آنها در مناطق مرزی غرب ایران و شرق عراقِ امروزی در حوالی قصرشیرین، خانقین، کلار و دیالی باشد که از قرن ها پیش سکونتگاه ایلات و شعبات مختلف لک همچون هُمیوند ، باجولوند ، ریزه وند و… بوده است.
بطور حتم نبرد دولت های عثمانی و صفوی در طی قرون ده و یازده هجری قمری تاثیرات عمده ای بر جابجایی جمعیت شیخ بزینی و کوچ بخشی از آنها به مناطق شمالی‌تر تا جنوب ترکیه در حوالی جزیره بوتان یا جزیره ابن‌عمر داشته است.
دولت عثمانی شیخ بزینی ها را از جزیره بوتان به قاضی عنتب کوچ داد.
شیخ بزینی ها در آنجا به دلیل شورش مورد کشتار قرار گرفتند، بازماندگان آنها به میان کردهای‌کرمانج در دیاربکر تبعید شدند و در نهایت در نزدیکی آنکارا در منطقه هایمانا اسکان یافتند، امروز در اطراف قونیه ، ارزروم و قیصری جمعیت شیخ بزینی حضور دارند.
آنها به خود شیخ بزینی و گاهی لک میگویند. ترکها تصور میکنند آنها کُردکرمانج هستند، اما کرمانج ها به تفاوت زبان خودشان با شیخ بزینی ها واقفند، زبان آنها پس از چند قرن همجواری با کردی کرمانجی و ترکی ترکیب شده است.
حاجی قادر کوئی شاعر ناسیونالیست کُرد در قرن ۱۹ میلادی از شیخ بزینی های اطراف خانقین و کرکوک نامبرده است و به تفاوت های زبانی و رفتاری آنها با کُردهای خودشان اشاره کرده است.
زمانی که ادموندز به چادرهای محمودآغاشیخ‌بزینی در بستی‌هه‌وار سارتک در حدود اربیل می‌رسد ، شب هنگام گفتگویی در خصوص هویت و زبان مردم آن حدود به میان می‌آید، محمودآغاشیخ‌بزینی به ادموندز میگوید علاوه بر اینکه روستاهای دو سوی رودخانه زاب از عشیره شیخ بزینی هستند، دو روستای سه‌کِردگان و عمرگنبد نیز که در مسیر ادموندز قرار داشته‌اند به این عشیره تعلق دارند، که بجای زبان جدید کُردی ، زبان قدیمی‌تر را حفظ کرده اند، ادموندز با شنیدن چند واژه از این زبان آن را شبیه به کردی‌کرمانشاهی یا لکیِ شمالِ لرستان میداند. در آن گفتگو شیخ بزینی ها براساس روایت ورود خود به حدود اربیل را از موصل یا بخش های شمالی‌تر دانسته اند.
پ.ن: کردی‌کرمانشاهی چیزی جز لکی غیر ارگاتیو و تغییر یافته نیست که نزدیک به زبان ایلات کلهر ، زنگنه و… است.
داوود داودی

## گستره مردم لک نشین پاکستان
با نام قوم کالاش هم شناخته میشوند. 
در کشور پاکستان مردم لک تباری زندگی می کنند که و آمار جمعیتی دقیقی ندارند بیشتر در ایالت پنجاب-بلوچستان-سند و...هستند آنها به کشور ایران عشق می ورزند و معتقدند صدها سال پیش اجدادشان از ایران به پاکستان مهاجرت کرده اند خیلی از آنها نام فامیلی "لک" دارند و با نام "لک" شناخته میشوند.

## گستره مردم لک نشین قفقاز
لک قوم بزرگی است که در طول تاریخ فراز و نشیبهای زیادی را پشت سر گذاشته است و بسیاری از آنها به دلایل مختلف به سرزمینهایی غیر از مکان و سرزمین اصلی شان تبعید و یا جابجا شده اند ، از خواستگاه های اصلی لک زبانان می توان لهستان – داغستان و رشته کوه های زاگرس ایران ترکیه پاکستان و عراق را نام برد .
یکی از سرزمینهایی که تعداد قابل توجهی لک زبان در آنجا زندگی میکنند جمهوری داغستان در فدراسیون روسیه است که قرن هاست از سرزمین خود و آغوش ایران زمین جدا شده و آنجا سکنا گزیده اند.
باتوجه به آمار به دست آمده در سرشماری سال ٢٠١٠ میلادی در داغستان جمعیت لک ها بیش از ١٦١ هزار نفر معادل با ٦/٥ درصد جمعیت کل داغستان بوده است. که در دو منطقه شهری کولینیسکی و کوموق زندگی میکنند. در زمان جنگ جهانی دوم در سال ١٩٤٤ میلادی طوایف زیاد از آنها به مناطق شمال داغستان به وسیله آلمانها انتقال داده شدند که آنها جذب فرهنگ روسیه شده اند .
قلعه ی کوموق واقع در منطقه شهری کوموق در مناطق لک نشین در طول تاریخ مرکز سیاسی حاکمان لک و پایتخت باستانی بوده است در قرن ششم میلادی قلعه ی کوموق یکی از مراکز سیاسی داغستان بود و در قرن ١٣ میلادی با پذیرفتن اسلام به یک دولت اسلامی تبدیل شد و در قرن ١٥ م . به مرکز اصلی اسلامی سیاسی داغستان تبدیل شد و تا به امروز نقش کلیدی در توسعه ی اسلام در قفقاز داشته است.
پدر بزرگ و یا فرد پیر توخوم می باشد . هر توخوم از چند خانواده که از یک جد مشترک مرد پایین آمده است تشکیل شده است. از افراد یک توخوم انتظار میرود که در ارائه کمک متقابل در کار و امور خانواده در داخل توخوم مانند کوچ ، انتقامجویی و ساخت و ساز به همدیگر کمک کنند . فرزندان ارشد نقش مهمی در تصمیم گیریها دارند. ازدواج به طور سنتی است و توسط خانواده های عروس و داماد قرار ازدواج و مراسمات عروسی گذاشته می شود ، این تصمیمات و قرار های مراسمات و خواستگاری توسط زنان مسن و برجسته صورت میگیرد،عروس و داماد احتمالاً از یک توخوم باشند ، معمولاسعی میشود ازدواج ها در داخل توخوم انجام شود.
نتیجه گیری:
باگذشت سالهای زیاد از مهاجرت لکها به منطقه قفقاز هنوز شیوه زندگی و بسیاری از آداب و رسوم آنها و بسیاری از واژه هاتغییر نکرده است و هنرهای مانند فرش بافی و تولیدات زین و یراق و مسگری در بین آنها رواج دارد،این مسئله نشان دهنده این واقعیت است که این قوم اصیل ایرانی هنوز فرهنگ ایرانی اسلامی خود را با همه ی مشکلات و جنگ هایی که با اقوام آلبانیایی و ترک ها داشته اند حفظ کرده و با غرور به لک بودن و اصالت خود افتخار میکنند و از همه مهمتر ترویج دهنده ی دین خود چه زمان زرتشت چه بعد از پذیرش اسلام در منطقه قفقاز بوده اند ، که این مسئله نشان دهنده ی قدرت نفوذ فرهنگی آنها در قفقاز می باشد. پس لازم است دولت جمهوری اسلامی ایران برای نفوذ بیشتر در منطقه قفقاز با این قوم اصیل ایرانی ارتباطات اقتصادی و فرهنگی نزدیکی برقرار کند.
این منطقه به دلیل عقب ماندگی اقتصادی میتواند بازار خوبی برای کالاهای ایرانی باشد و لازم به ذکر است حمایت های اقتصادی ایران از این قوم و جلوگیری از نابودی کامل فرهنگ ایرانی در این منطقه و برقراری ارتباطات فرهنگی ایران با لکها موجب تغییر مناسبات سیاسی به نفع ایران شده و ایران در منطقه قفقاز و فدراسیون روسیه از جایگاه سیاسی خوبی برخوردار خواهد شد.